# Северен Лас Вегас
Северен Лас Вегас (на английски: North Las Vegas) е град в окръг Кларк в щата Невада, САЩ. Северен Лас Вегас е с население от 115 488 жители (2000) и обща площ от 203,30 км² (78,50 мили²), изцяло суша. Основан е на 1 декември 1941 г., получава статут на град на 16 май 1946 г. Намира се на 4,51 км (2,82 мили) на североизток от град Лас Вегас. Освен като част от метрополния район на Лас Вегас се знае и като град в близост до Военновъздушната база „Нелис“. В града се намира Летище Северен Лас Вегас.